# Čivavská poušť
Čivavská poušť (anglicky Chihuahuan Desert, španělsky Desierto de Chihuahua) je poušť, která pokrývá část Mexika a Spojených států amerických, kde se nachází v části západního Texasu, v jižním Novém Mexiku a v jihovýchodní Arizoně. V Mexiku zaujímá severní a střední část Mexické plošiny ohraničené na západě pohořím Sierra Madre Occidental a na východě severní částí pohoří Sierra Madre Oriental. Pokrývá severní oblast státu Chihuahua a většinu státu Coahuila, ale zasahuje také do států Durango, Zacatecas a Nuevo León. S rozlohou asi 362 000 km² je Čivavská poušť třetí největší pouští na západní polokouli a po Velké pánvi druhá největší v Severní Americe.

## Podnebí
Poušť leží ve srážkovém stínu pohoří Sierra Madre Occidental a Sierra Madre Oriental, která brání pronikání vlhkosti od Tichého oceánu a Mexického zálivu. Srážky se objevují během jednoho období v létě a na počátku zimy. Většina letních srážek spadne od konce června do začátku října během severoamerického monzunu, který přináší vlhký vzduch z Mexického zálivu. Vzhledem ke vnitrozemské poloze a vyšší nadmořské výšce od 600 do 1675 metrů má Čivavská poušť v létě mírnější podnebí než Sonorská poušť na západě. I přes to červnové denní teploty dosahují 35–40 °C. V zimě se občas objevují mrazy, a v severních oblastech se mohou vyskytovat dokonce sněhové bouře. Roční úhrn srážek se pohybuje v rozmezí 150–400 mm.